# ایروس
ایروس (انگلیسی: Eros) شرکت رسانه‌ای هندی است، که در سال ۱۹۷۷ تأسیس شد.